# DxVA
DirectX Video Acceleration（缩写DXVA）是Microsoft Windows和Xbox 360平台上的一个微软API规范，视频解码器可以用它进行硬件解码。
Windows 2000及Windows 98版本中引入了DXVA 1.0 API，可以使用於VMR 7/9。DXVA 2.0则適用於Windows Vista、Windows 7以及更新的版本，被整合於Media Foundation（MF）並使用EVR。

## 功能
硬件上支援DXVA规范的显卡芯片，并不代表实现了DXVA的所有功能。DXVA制定硬件加速解码可分四级：
- VLD：控制BitStream
- IDCT（反餘弦變換）：IDCT级别的解码包含MoComp和PostProc
- MoComp，运动补偿，Pixel Prediction
- PostProc

其中以VLD加速等级最高，老舊的显卡如Geforce3只支持MC加速，GeForce 8000和Radeon HD 2000都可以支援VLD。PowerDVD分别可以对H.264、VC-1、MPEG2、X264、XVID、DVIX等格式进行解压。此外DXVA還定義了一組可以讓圖形驅動實現運算加速的硬件驅動接口（Device Driver Interfaces/DDIs）。
DXVA定義了運動補償DDI，屬於iDCT動作介面，包括霍夫曼编码，運動補償、alpha blending、inverse quantization、色彩空间转换以及幀率的變化動作等。其本身又有三個小細項：Deinterlacing DDI、COPP DDI以及ProcAmp DDI。Deinterlacing DDI定義了針對deinterlacing動作的回饋. COPP（Certified Output Protection Protocol）DDI允許管道基于数字版权管理的考虑，定義加密功能。ProcAmp DDI用於加速视频后处理，

## 支援DXVA的播放器
- Media Player Classic Home Cinema
- ffdshow-tryouts（Since Revision 3185）
- XBMC Media Center
- Boxee
- MediaPortal
- Microsoft Windows Vista/Windows 7 internal MPEG-2 decoder
- Nero Showtime
- Nero MediaHub
- PowerDVD
- SPlayer[5]
- UIStream[6] via FFMpeg layer
- WinDVD
- Windows Media Player 11（WMV only）
- Windows Media Player 12
- Anysee Viewer
- Adobe Flash 10.2版
- DivX H.264 Decoder（1.2版, DivX Plus的一部份）
- VLC media player（DXVA 2.0 only）[7]（since version 1.1）
- CoreAVC [8]（since version 2.5.0）
- jetAudio 8.0版
- Splash Lite
- Splash PRO
- Splash PRO EX
- Daum PotPlayer
- KMPlayer